# Lies (Altos Pirineos)
 Lies es una población y comuna francesa, situada en la región de Mediodía-Pirineos, departamento de Altos Pirineos, en el distrito de Bagnères-de-Bigorre y cantón de Bagnères-de-Bigorre.

## Demografía
| 66 | 72 | 63 | 71 | 65 | 63 | 74 |
| Para los censos de 1962 a 1999 la población legal corresponde a la población sin duplicidades (Fuente: INSEE [Consultar]) |    |    |    |    |    |    |